# 默烏雷尼鄉
45°24′N 21°30′E / 45.400°N 21.500°E
默烏雷尼鄉（羅馬尼亞語：Comuna Măureni, Caraș-Severin），是羅馬尼亞的鄉份，位於該國西南部，由卡拉什-塞維林縣負責管轄，面積99平方公里，海拔高度117米，2007年人口2,677，人口密度每平方公里27人。